# Sergio Canamasas
Sergio Juan Canamasas Español (Barcelona, España; 30 de abril de 1986) es un expiloto de automovilismo español. Es principalmente conocido por haber participado durante los últimos años de la GP2 Series con alguna polémica relacionada con su estilo agresivo de pilotaje de por medio.

## Trayectoria

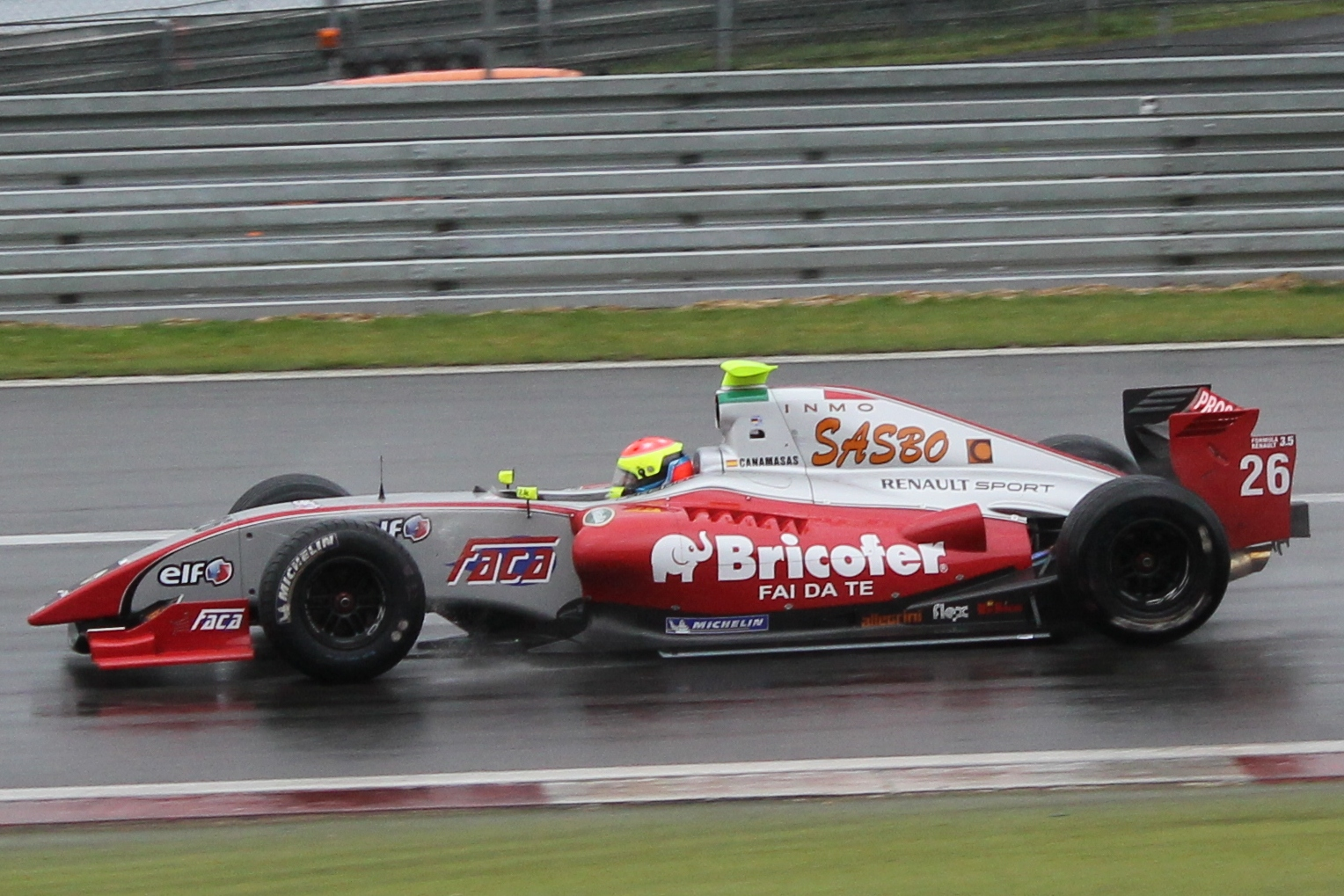
Sergio Canamasas en World Series by Renault 2011.

Desde que era un niño, vivió con fuerza el mundo del motor gracias a su padre el cual le animaba y apoyaba para que debutase en sus primeras competiciones. Sergio debutó como piloto en el mundo del karting destacando entre los pilotos de su edad. En los primeros campeonatos de karting, logra varios podios y finalmente logra hacerse campeón en 2005 del campeonato Inter-A.
En el año 2007 debutó por primera vez en monoplazas participando en la última parte del campeonato de España de F3 consiguiendo sorprendentemente dada a su poca experiencia en monoplazas, un podio en el Circuit de Catalunya. En 2009 entra a competir en el European F3 Open de la mano de la escudería EmiliodeVillota Motorsport, consiguiendo 3 podios y repetidamente marca los mejores tiempos en varios circuitos europeos en los que entrena y compite. Para la Temporada 2010, ficha con el equipo FHV Interwetten.com para disputar la Temporada 2010 de Fórmula Renault 3.5. En esa temporada no logra puntuar en ninguna carrera, pero sí lo hace regularmente en la temporada siguiente, llegando a conseguir un podio, una pole y 2 vueltas rápidas. 
En 2012 disputa las últimas carreras de la Temporada 2012 de GP2 Series con Venezuela GP Lazarus sustituyendo a Fabrizio Crestani. En 2013 seguirá en la GP2 con Caterham Racing y será piloto de desarrollo de Caterham F1 Team, lo que llevará a subirse a un Fórmula 1 por primera y única vez. Solo consigue 3 puntos esa temporada. En 2014 cambia a Trident y logra su primer podio en la categoría en el Circuito de Mónaco, donde repetiría la hazaña un año después con MP Motorsport. En 2015 pasó por 3 escuderías y en 2016 consiguió un asiento con Carlin, donde corrió casi toda la temporada. 
En 2017 sigue en la renombrada FIA Fórmula 2, pero tras un incidente médico relacionado con su padre en Hungaroring, decide dejar la competición.

## Resumen de carrera

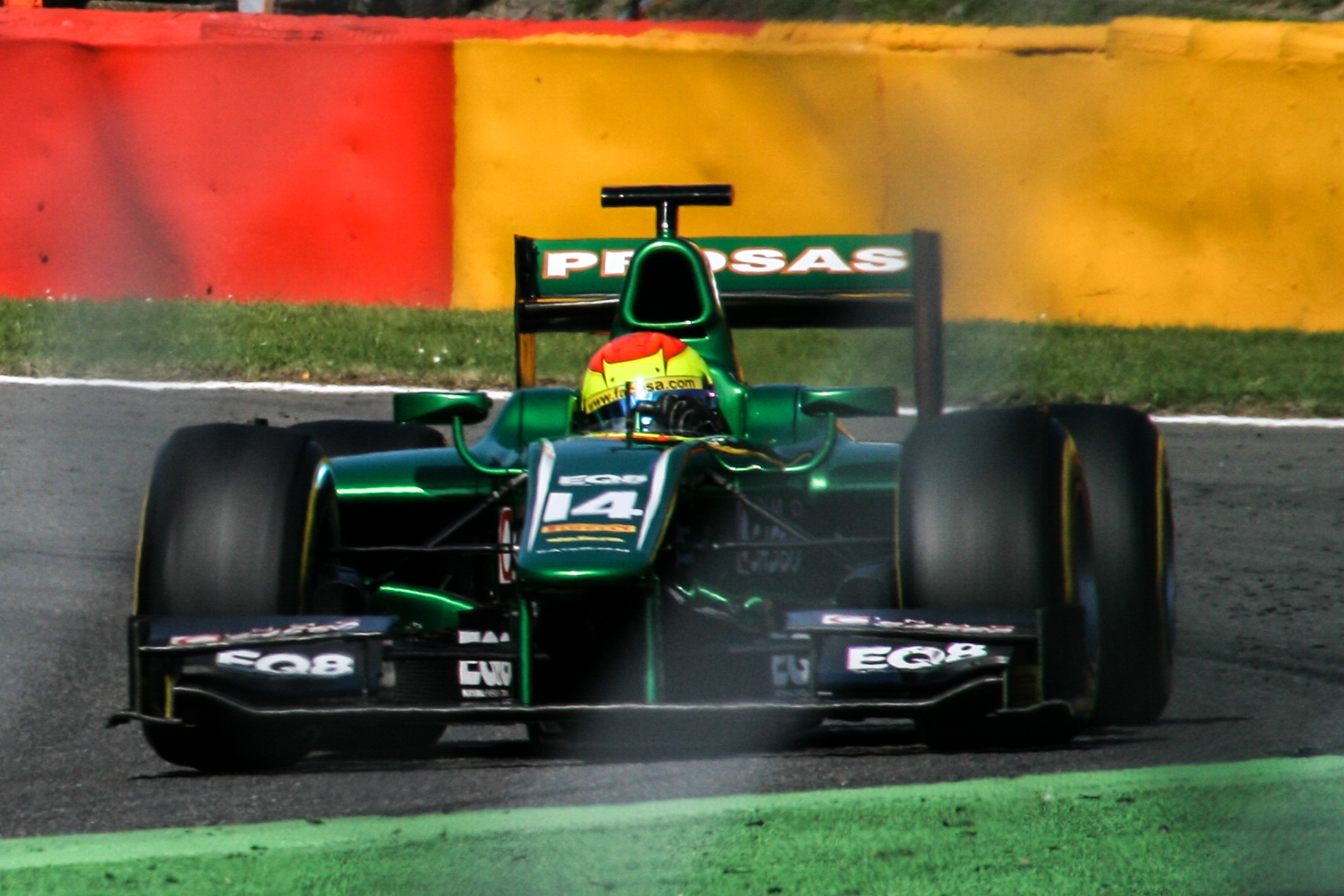
Sergio Canamasas en Spa-Francorchamps (2013)

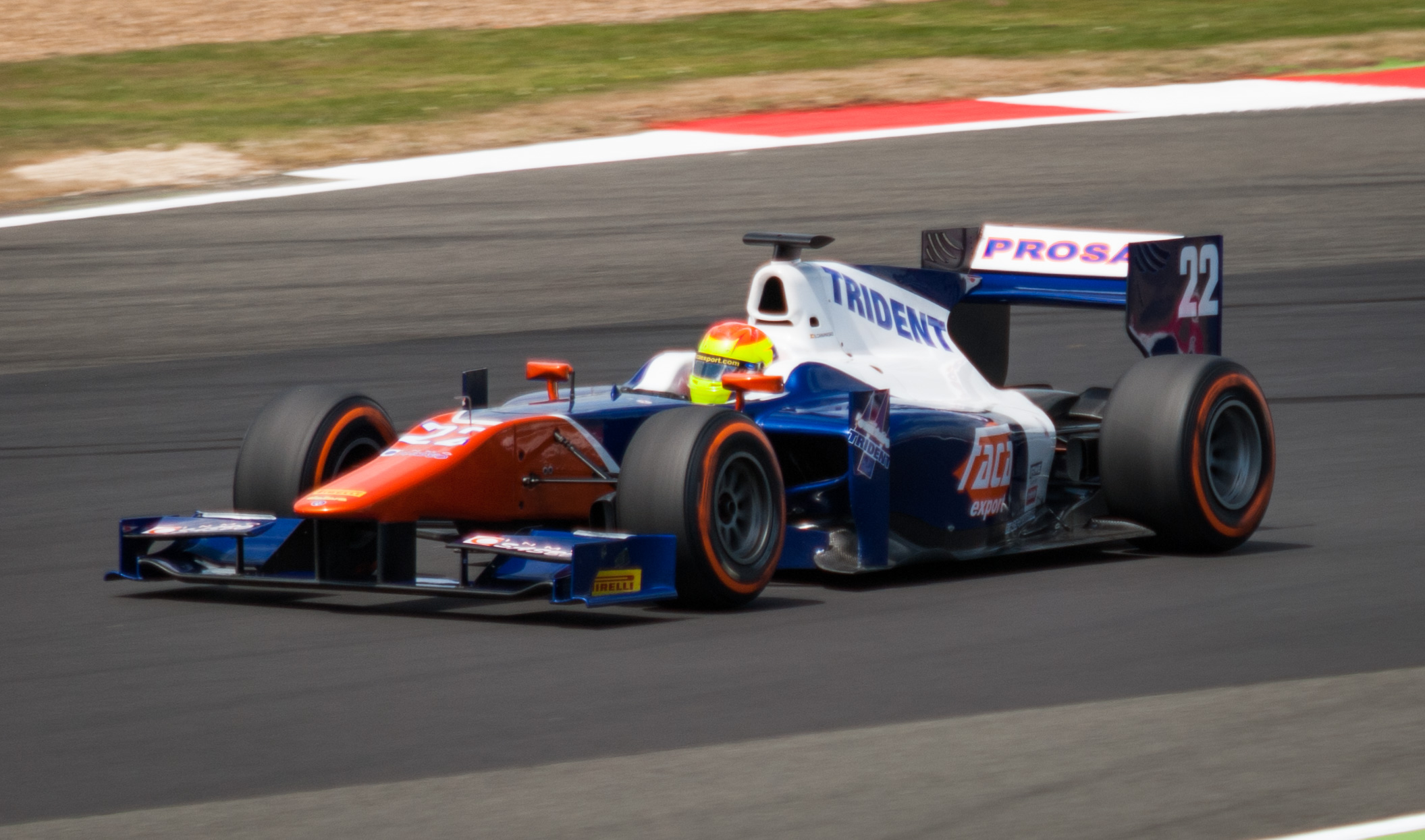
Sergio Canamasas en Silverstone (2014)

| Temporada    | Series                                      | Escudería            | Carreras | Victorias | Poles | VR | Podios | Puntos | Pos. |
| ------------ | ------------------------------------------- | -------------------- | -------- | --------- | ----- | -- | ------ | ------ | ---- |
| 2007         | Campeonato de España de F3                  | Cetea Sport          | 8        | 0         | 0     | 0  | 0      | 0      | NC   |
| 2007         | Campeonato de España de F3 - Copa de España | Cetea Sport          | 8        | 0         | 0     | 0  | 1      | 9      | 8.º  |
| 2008         | Campeonato de España de F3                  | Cetea Sport          | 14       | 0         | 0     | 0  | 0      | 0      | NC   |
| 2009         | European F3 Open                            | EmiliodeVillota.com  | 16       | 0         | 0     | 1  | 3      | 54     | 6.º  |
| 2010         | Fórmula Renault 3.5                         | FHV Interwetten.com  | 16       | 0         | 0     | 0  | 0      | 0      | 25.º |
| 2011         | Fórmula Renault 3.5                         | BVM–Target Racing    | 17       | 0         | 1     | 2  | 1      | 69     | 8.º  |
| 2012         | GP2 Series                                  | Venezuela GP Lazarus | 10       | 0         | 0     | 0  | 0      | 0      | 27.º |
| 2013         | GP2 Series                                  | Caterham Racing      | 22       | 0         | 0     | 1  | 0      | 3      | 25.º |
| 2014         | GP2 Series                                  | Trident              | 19       | 0         | 0     | 0  | 1      | 29     | 14.º |
| 2015         | GP2 Series                                  | MP Motorsport        | 6        | 0         | 0     | 0  | 1      | 27     | 15.º |
| 2015         | GP2 Series                                  | Daiko Team Lazarus   | 11       | 0         | 0     | 0  | 0      | 27     | 15.º |
| 2015         | GP2 Series                                  | Hilmer Motorsport    | 2        | 0         | 0     | 0  | 0      | 27     | 15.º |
| 2016         | GSeries Andorra - D2                        | PCR Sport            | 1        | 0         | 0     | 0  | 1      | ?      | ?    |
| 2016         | GP2 Series                                  | Carlin               | 18       | 0         | 0     | 0  | 0      | 17     | 19.º |
| 2017         | GSeries Andorra - D2                        | PCR Sport            | ?        | 1         | ?     | ?  | ?      | 90     | 9.º  |
| 2017         | Campeonato FIA Fórmula 2                    | Trident              | 8        | 0         | 0     | 0  | 0      | 21     | 14.º |
| 2017         | Campeonato FIA Fórmula 2                    | Rapax                | 6        | 0         | 0     | 0  | 0      | 21     | 14.º |
| Referencias: |                                             |                      |          |           |       |    |        |        |      |

## Resultados

### Fórmula Renault 3.5
(Clave) (negrita indica pole position) (cursiva indica vuelta rápida)

| Año  | Equipo              | 1         | 2        | 3         | 4         | 5         | 6        | 7         | 8        | 9        | 10        | 11       | 12       | 13        | 14        | 15        | 16       | 17       | Pos. | Puntos |
| ---- | ------------------- | --------- | -------- | --------- | --------- | --------- | -------- | --------- | -------- | -------- | --------- | -------- | -------- | --------- | --------- | --------- | -------- | -------- | ---- | ------ |
| 2010 | FHV Interwetten.com | ALC 1 Ret | ALC 2 16 | SPA 1 DNS | SPA 2 Ret | MON 1 19  | BRN 1 17 | BRN 2 17  | MAG 1 17 | MAG 2 14 | HUN 1 Ret | HUN 2 20 | HOC 1 15 | HOC 2 Ret | SIL 1 Ret | SIL 2 Ret | CAT 1 17 | CAT 2 17 | 25.º | 0      |
| 2011 | BVM–Target          | ALC 1 22  | ALC 2 10 | SPA 1 9   | SPA 2 Ret | MNZ 1 Ret | MNZ 2 8  | MON 1 21† | NÜR 1 9  | NÜR 2 11 | HUN 1 3   | HUN 2 4  | SIL 1 10 | SIL 2 19  | LEC 1 5   | LEC 2 17  | CAT 1 5  | CAT 2 4  | 8.º  | 69     |

### GP2 Series
(Clave) (negrita indica pole position) (cursiva indica vuelta rápida puntuable)

| Año  | Escudería            | 1   | 1   | 2   | 2   | 3   | 3   | 4   | 4   | 5   | 5   | 6   | 6   | 7   | 7   | 8   | 8   | 9   | 9   | 10  | 10  | 11  | 11  | 12  | 12  | Pos. | Puntos | Ref.   |
| ---- | -------------------- | --- | --- | --- | --- | --- | --- | --- | --- | --- | --- | --- | --- | --- | --- | --- | --- | --- | --- | --- | --- | --- | --- | --- | --- | ---- | ------ | ------ |
| 2012 | Venezuela GP Lazarus | KUA | KUA | SAK | SAK | SAK | SAK | BAR | BAR | MON | MON | VAL | VAL | SIL | SIL | HOC | HOC | BUD | BUD | SPA | SPA | MNZ | MNZ | SIN | SIN | 27.º | 0      | [ 10 ] |
| 2012 | Venezuela GP Lazarus |     |     |     |     |     |     |     |     |     |     |     |     |     |     | 22  | 14  | 22  | 12  | Ret | Ret | 14  | 11  | 16  | DSQ | 27.º | 0      | [ 10 ] |
| 2013 | EQ8 Caterham Racing  | KUA | KUA | SAK | SAK | BAR | BAR | MON | MON | SIL | SIL | NÜR | NÜR | BUD | BUD | SPA | SPA | MNZ | MNZ | SIN | SIN | YMC | YMC |     |     | 25.º | 3      | [ 11 ] |
| 2013 | EQ8 Caterham Racing  | 19  | 15  | 20  | 11  | Ret | 14  | 15  | 11  | 23  | 20  | 12  | 17  | Ret | Ret | Ret | 12  | 9   | 11  | 19  | Ret | 12  | 8   |     |     | 25.º | 3      | [ 11 ] |
| 2014 | Trident              | SAK | SAK | BAR | BAR | MON | MON | SPI | SPI | SIL | SIL | HOC | HOC | BUD | BUD | SPA | SPA | MNZ | MNZ | SOC | SOC | YMC | YMC |     |     | 14.º | 29     | [ 12 ] |
| 2014 | Trident              |     |     | 17  | 18  | 5   | 2   | 15  | 9   | 15  | Ret | 15  | 13  | Ret | DNS | 20  | Ret | 18  | DSQ | 7   | Ret | 16  | 8   |     |     | 14.º | 29     | [ 12 ] |
| 2015 |                      | SAK | SAK | BAR | BAR | MON | MON | SPI | SPI | SIL | SIL | BUD | BUD | SPA | SPA | MNZ | MNZ | SOC | SOC | SAK | SAK | YMC | YMC |     |     | 15.º | 27     | [ 13 ] |
| 2015 | MP Motorsport        | 14  | Ret | 13  | 15  | 3   | 4   |     |     |     |     |     |     |     |     |     |     |     |     |     |     |     |     |     |     | 15.º | 27     | [ 13 ] |
| 2015 | Daiko Team Lazarus   |     |     |     |     |     |     |     |     | 15  | 24  |     |     | 12  | 9   | 11  | 6   | Ret | 17  | 12  | 17  | 12  | C   |     |     | 15.º | 27     | [ 13 ] |
| 2015 | Hilmer Motorsport    |     |     |     |     |     |     |     |     |     |     | Ret | 16  |     |     |     |     |     |     |     |     |     |     |     |     | 15.º | 27     | [ 13 ] |
| 2016 | Carlin               | BAR | BAR | MON | MON | BAK | BAK | SPI | SPI | SIL | SIL | BUD | BUD | HOC | HOC | SPA | SPA | MNZ | MNZ | KUA | KUA | YMC | YMC |     |     | 19.º | 17     | [ 14 ] |
| 2016 | Carlin               | 5   | 9   | 12  | 10  | Ret | 6   | Ret | 10  | 13  | 9   | 18  | 9   |     |     | 12  | 7   | Ret | 13  | 10  | 15  | 12  | 16  |     |     | 19.º | 17     | [ 14 ] |

### Campeonato de Fórmula 2 de la FIA
(Clave) (negrita indica pole position) (cursiva indica vuelta rápida puntuable)

| Año  | Escudería | 1   | 1   | 2   | 2   | 3   | 3   | 4   | 4   | 5   | 5   | 6   | 6   | 7   | 7   | 8   | 8   | 9   | 9   | 10  | 10  | 11  | 11  | Pos. | Puntos | Ref.   |
| ---- | --------- | --- | --- | --- | --- | --- | --- | --- | --- | --- | --- | --- | --- | --- | --- | --- | --- | --- | --- | --- | --- | --- | --- | ---- | ------ | ------ |
| 2017 |           | SAK | SAK | BAR | BAR | MON | MON | BAK | BAK | SPI | SPI | SIL | SIL | BUD | BUD | SPA | SPA | MNZ | MNZ | JER | JER | YMC | YMC | 14.º | 21     | [ 15 ] |
| 2017 | Trident   | 14  | 11  | Ret | 11  | 10  | 17  | 9   | 15  |     |     |     |     |     |     |     |     |     |     |     |     |     |     | 14.º | 21     | [ 15 ] |
| 2017 | Rapax     |     |     |     |     |     |     |     |     | 15  | 9   | 5   | 4   | Ret | Ret |     |     |     |     |     |     |     |     | 14.º | 21     | [ 15 ] |